# ライフ -いのちをつなぐ物語-
『ライフ -いのちをつなぐ物語-』（One Life）は、イギリスのBBCが製作した2011年のドキュメンタリー映画である。BBC Earthによるドキュメンタリー番組『One Life』の劇場版である。

## 製作
製作期間は6年である。世界18カ国の24か所で70人以上のカメラマンが撮影を行い、映像素材は3000時間におよんだ。